# Lapel (Indiana)
Lapel es un pueblo ubicado en el condado de Madison en el estado estadounidense de Indiana. En el Censo de 2010 tenía una población de 2068 habitantes y una densidad poblacional de 579,01 personas por km².

## Geografía
Lapel se encuentra ubicado en las coordenadas 40°3′57″N 85°50′47″O / 40.06583, -85.84639. Según la Oficina del Censo de los Estados Unidos, Lapel tiene una superficie total de 3.57 km², de la cual 3.57 km² corresponden a tierra firme y (0%) 0 km² es agua.

## Demografía
Según el censo de 2010, había 2068 personas residiendo en Lapel. La densidad de población era de 579,01 hab./km². De los 2068 habitantes, Lapel estaba compuesto por el 97.68% blancos, el 0.19% eran afroamericanos, el 0.29% eran amerindios, el 0.24% eran asiáticos, el 0.05% eran isleños del Pacífico, el 0.29% eran de otras razas y el 1.26% pertenecían a dos o más razas. Del total de la población el 0.82% eran hispanos o latinos de cualquier raza.